# 阿尔利河畔普拉
阿尔利河畔普拉（法語：Praz-sur-Arly，法語發音：[pʁa syʁ aʁli]）是法国上萨瓦省的一个市镇，位于该省东部，和萨瓦省接壤，属于博讷维尔区。

## 地理
阿尔利河畔普拉（45°50'14"N, 6°34'12"E）面积22.64 平方千米，位于法国奥弗涅-罗讷-阿尔卑斯大区上萨瓦省，该省份为法国东部省份，历史上为薩伏依的一部分，北与瑞士接壤，西接安省，南至萨瓦省，东与瑞士和意大利接壤。
与阿尔利河畔普拉接壤的市镇（或旧市镇、城区）包括：弗吕梅、拉日耶塔、欧特吕斯、贝勒孔布圣母村、默热沃。
阿尔利河畔普拉的时区为UTC+01:00、UTC+02:00（夏令时）。

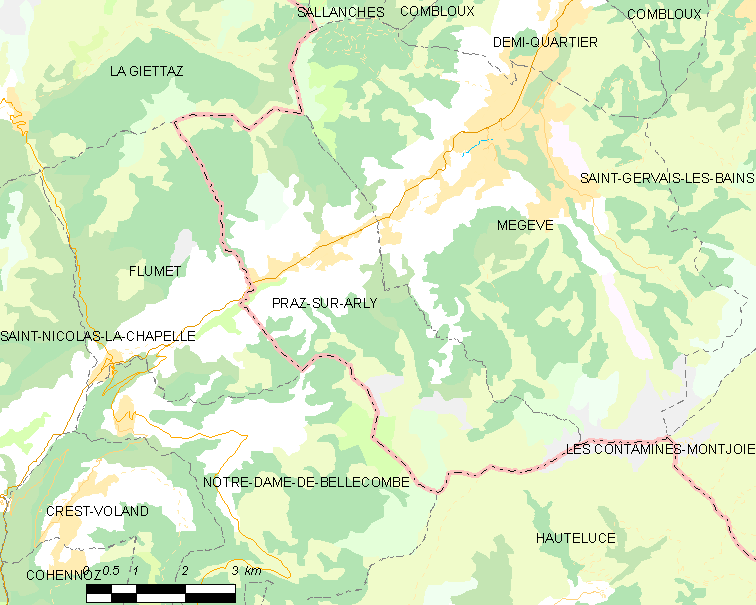
阿尔利河畔普拉的OSM定位图

## 行政
阿尔利河畔普拉的邮政编码为74120，INSEE市镇编码为74215。

## 政治
阿尔利河畔普拉所属的省级选区为萨朗什县。

## 交通
上萨瓦省省道D1212线经过阿尔利河畔普拉境内，可连接萨瓦省。

## 人口

1962-2008年间阿尔利河畔普拉人口变化图示

阿尔利河畔普拉于2022年1月1日时的人口数量为1289人。

## 友好城市
- 菲尼斯泰尔省 罗斯科夫